# Новожилов, Николай Иванович
Николай Иванович Новожилов — командир орудия 128-го гвардейского артиллерийского полка (57-я гвардейская стрелковая дивизия, 8-я гвардейская армия, 1-й Белорусский фронт), гвардии старший сержант.

## Биография
Николай Иванович Новожилов родился в крестьянской семье в деревне Юркино Кесовской волости Кашинского уезда Тверской губернии (в настоящее время Кесовогорский район Тверской области). Окончил 5 классов школы, работал в колхозе пчеловодом.
Приказом по 128-у гвардейскому артиллерийскому полка от 13 апреля 1943 года за мужество и героизм в боях против немецко-фашистских захватчиков и за уничтожение 5 наблюдательных пунктов и роты солдат противника в боях за город Славянск гвардии старший сержант Новожилов был награждён медалью «За отвагу».
В боях за плацдарм на правом берегу Днестра, отражая контратаки противника, гвардии старший сержант Новожилов подбил одну самоходную пушка и поджёг вторую. Кроме этого, уничтожил до роты солдат и офицеров противника. Приказом по 57-й гвардейской стрелковой дивизии от 13 мая 1944 года он был награждён орденом Славы 3-й степени.
При форсировании реки Висла возле населённого пункта Пшевуз-Тарновский в районе города Гарволин гвардии старший сержант Новожилов в числе первых переправился на левый берег и с ходу огнём орудия уничтожил 2 наблюдательных пункта и 2 крупнокалиберных пулемёта. Приказом по 8-й гвардейской армии от 31 августа 1944 года он был награждён орденом Славы 2-й степени.
В боях при прорыве обороны противника на левом берегу реки Висла при Висло-Одерской операции гвардии старший сержант Новожилов огнём своего орудия уничтожил 2 пулемёта и до 12 солдат противника.
 30 января 1945 года возле местечка Глайссен к юго-западу от города Кюстрин (Костшин) огнём своего орудия разбил 3 автомашины с боеприпасами и до 10 солдат противника. 
3 февраля возле местечка Райтвайн, когда батарея была уничтожена автоматчиками противника, он огнём своего орудия уничтожил до взвода солдат противника. Когда орудие было повреждено, огнём из личного оружия уничтожил ещё 4-х солдат. Указом Президиума Верховного Совета СССР от 31 мая 1945 года он был награждён орденом Славы 1-й степени.
Гвардии старший сержант Новожилов был демобилизован в июне 1946 года. Жил в Ленинграде, работал на мясокомбинате.
Скончался Николай Иванович Новожилов 15 августа 1982 года.

## Память
Похоронен в городе Сосновый Бор.